# Моньки (Хмельницький район)
Мо́ньки — село в Україні, у Красилівській міській громаді Хмельницького району Хмельницької області. Населення становить 266 осіб.

## Географія
Село розташоване на лівому березі річки Случ.

## Історія
У 1906 році село Чернелевецької волості Старокостянтинівського повіту Волинської губернії. Відстань від повітового міста 34 верст, від волості 2. Дворів 64, мешканців 526.

## Відомі особистості
В поселенні народився:
- Павлович Яків Мар'янович (* 1940) — український художник-графік, дизайнер.